# Boabdil
Abū ‘Abd Allāh Muhammad ibn Abī il-Hasan ‘Alī, apodado «al-Zugābī» (en árabe: أبو عبد الله محمد ابن علي‎; Granada, c. 1459-Fez, c. 1533), fue el último sultán del reino nazarí de Granada. Conocido como Muhammad XII, o quizá preferiblemente como Muhammad XI, miembro de la dinastía nazarí, llamado por los cristianos Boabdil o Boabdil «el Chico». Quitó el trono a su padre, Muley Hacén, y durante un tiempo estuvo en disputa por este tanto con él como con su tío, el Zagal.

## Biografía
Nacido en la Alhambra, hijo de Muley Hacén y la sultana Aixa. La primera noticia de su vida fue un acta notarial en la que su padre vendió a su hermano y a él la finca del Nublo el 13 de marzo de 1465. La predilección de su padre hacia la muladí Zorayda, con la que se casó y tuvo dos hijos, hizo que Boabdil se posicionara a favor de su madre Aixa y comenzara una rivalidad entre padre e hijo.

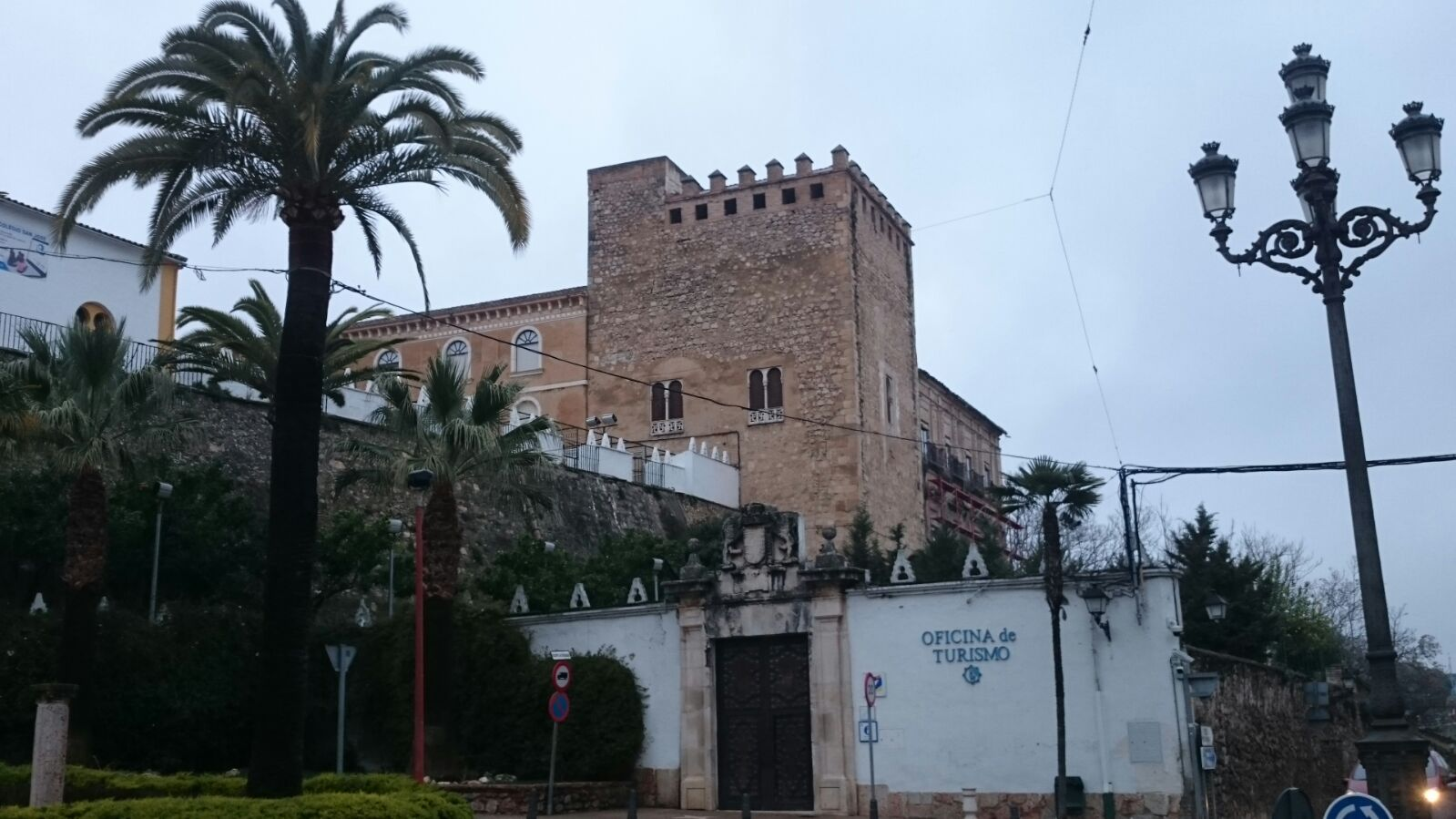
El castillo de Cabra, lugar donde estuvo prisionero Boabdil tras la Batalla de Lucena y la victoria por el conde de Cabra.

### Primer reinado
Estos hechos y la pérdida de Alhama de Granada a manos cristianas hicieron que Boabdil se sublevara en Guadix, adonde había huido, contra su progenitor a mediados de junio de 1482 y accediera al trono nazarí gracias al apoyo de los Abencerrajes y de su propia madre, al mismo tiempo que su hermano se apoderaba de Almería. Su padre y su tío el Zagal, que seguía siendo fiel al emir, se retiraron a Málaga al no poder recuperar la Alhambra, pero sus victorias contra los cristianos eran numerosas, por lo que decidió enfrentarse a él en Almuñécar,

#### Batalla de Lucena
Boabdil necesitaba un triunfo para que sus seguidores lo mantuvieran en el poder, por lo que se dirigió hacia la ciudad castellana de Lucena el 20 de abril de 1483, en la que aconteció la batalla de Martín González. Sus tropas fueron derrotadas a pesar de su mayor número, su suegro Aliatar fue asesinado y él mismo fue apresado por el conde de Cabra, siendo encarcelado en el castillo de Lucena y en el de Cabra y posteriormente lo entregaron a los Reyes Católicos en Porcuna, donde lo volvieron a encerrar en la torre del castillo, hoy día llamada «torre de Boabdil». Su madre Aixa mandó una delegación a Córdoba, donde se encontraba el rey Fernando el Católico, para que liberara a su hijo a cambio del territorio nazarí que controlaba su tío, Abū ‘Abd Allāh Muḥammad az-Zaġall (Muhammad XII), apodado el Zagal. Fernando accedió e incluso el 5 de julio de 1483 instó a los ciudadanos y mandatarios del emirato a que reconocieran a Boabdil como monarca para mantenerse a salvo. Además, para su liberación, Boabdil debería apoyar a Fernando en su lucha contra su padre, debía someterse a vasallaje, entrega de rehenes como su propio hijo Áhmed y doce mil doblas de oro.

### Guerra civil nazarí
Boabdil, ya en libertad, se dirigió a Guadix, aunque la situación se complicó y tuvo que dirigirse hasta Almería, donde se reunió con su hermano Yusuf. Las fuerzas de su padre se acercaban y tuvo que ir él mismo a pedirle ayuda al rey Fernando, cayendo entonces Almería y siendo su hermano Yusuf ejecutado por su propio padre. Muley Hacén fallecería en 1485 y sería sustituido por el Zagal, que fue proclamado emir de Granada. Boabdil consiguió regresar a la zona oriental del emirato, siendo reconocido por los Vélez y Huéscar a finales de 1485. Sin embargo, la guerra civil se alargaba y los alfaquíes presionaron para que la lucha cesara, ya que el reino se estaba arruinando. Se alcanzó un acuerdo por el que Boabdil renunciaba a la corona en favor de su tío, marchando a Loja que quedaba en su poder.
A pesar del tratado de paz con los Reyes Católicos, los castellanos conquistaron Loja el 30 de mayo de 1486. Boabdil fue apresado por segunda vez y fue liberado para seguir manteniendo viva la guerra civil nazarí, ya que se le concederían Guadix, Baza, Vera, los Vélez y Mojácar si conseguía conquistarlas en ocho meses. Mientras los castellanos proseguían sus conquistas, Boabdil se instaló en los Vélez y el 15 de octubre de 1486 entraría en secreto en el barrio granadino del Albaicín, donde la mayoría lo apoyaba, e incluso una incursión castellana lo defendió de sus enemigos, por lo que comenzó a ganar partidarios como Málaga.

### Segundo reinado

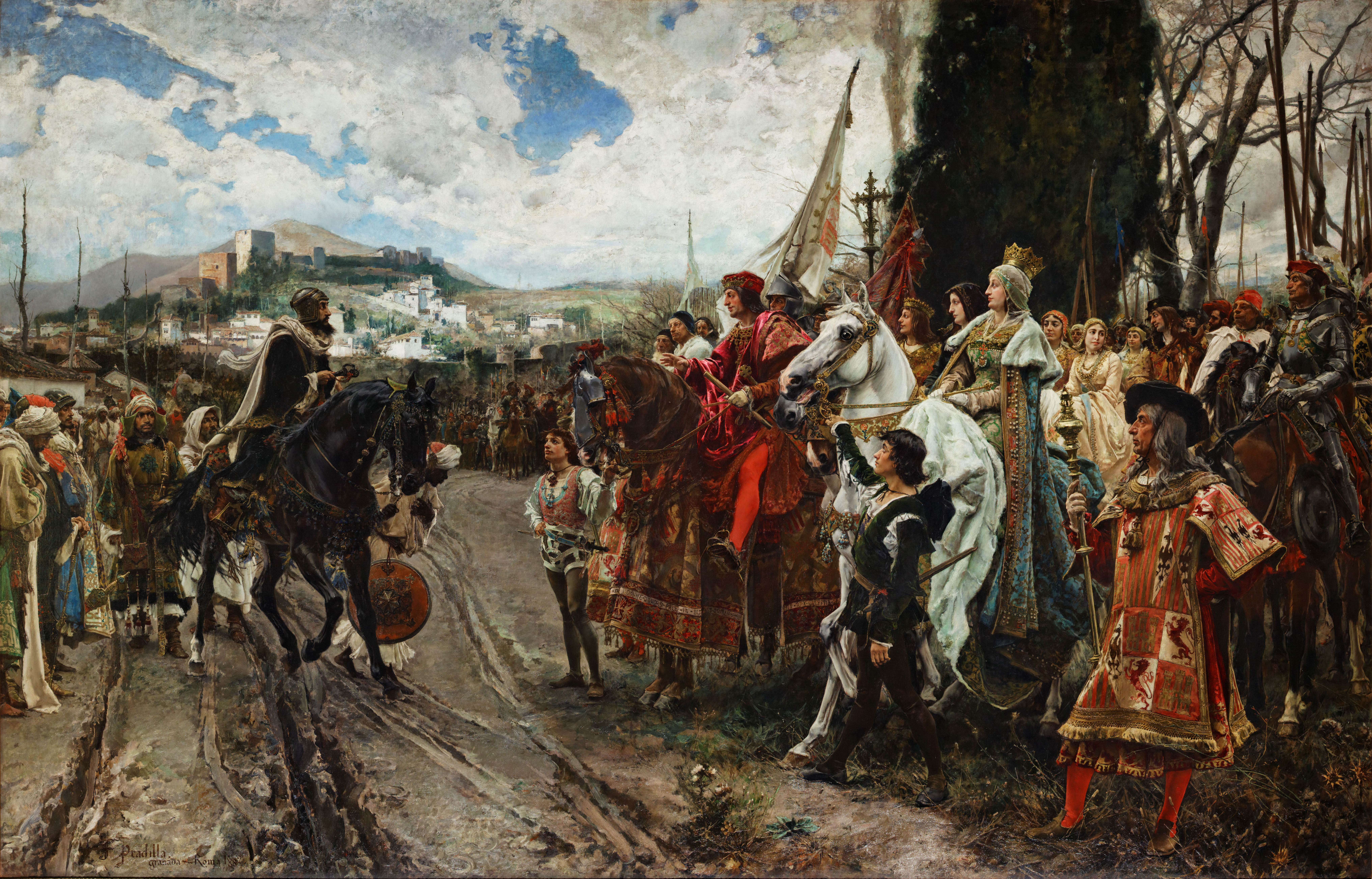
Boabdil entrega las llaves de Granada a los Reyes Católicos. La rendición de Granada de Francisco Pradilla (1882).

Fernando el Católico se impacientaba y decidió atacar Vélez-Málaga, capturándola, por lo que el Zagal corrió hacia allí, momento que Boabdil aprovechó para ganarse Granada en su totalidad y proclamarse emir por segunda vez el 29 de abril de 1487, informando a la misma Isabel la Católica el mismo día. A primeros de mayo de ese año, firmó el tercer y último acuerdo con los Reyes Católicos, por el que renunciaba a la ciudad de Granada a cambio de un principado en la zona oriental cuando los castellanos tuvieran en su poder el resto del emirato. Este es el motivo por el cual Boabdil recomendó durante la toma de Málaga a los ciudadanos musulmanes que se rindieran y desbarató unas tropas de auxilio de su tío desde Guadix.
Finalmente, el 4 de diciembre de 1489, Baza cayó tras un asedio de cinco meses y el Zagal se rendiría y entregaría sus dominios restantes unos días más tarde. A pesar de que Boabdil gozaba de dos años más de tregua, los Reyes Católicos rompieron el pacto de entregarle los territorios orientales prometidos y se lanzaron a la conquista de Granada. Boabdil se defendió e incluso alcanzó algunas victorias, pero el 25 de noviembre de 1491 tuvo que firmar la Capitulación de Granada, que concedía a los andalusíes el derecho a permanecer en Granada con sus posesiones, religión y cultura y entregaba a Boabdil unos terrenos en la Alpujarra.

### Exilio
Al amanecer del 2 de enero de 1492, Boabdil entregó en el salón del Trono (torre de Comares) las llaves de la Alhambra a un hombre de confianza de Isabel, Gutierre de Cárdenas. A las tres de la tarde salió a las puertas de Granada a rendir homenaje a los Reyes Católicos, quienes le devolvieron a su hijo Áhmed. Entregaron las armas y se encaminó con su familia hacia sus nuevas tierras en la Alpujarra, ya que los Reyes Católicos le habían permitido mantener el Señorío de las Alpujarras específicamente en Codba, actual Fuente Victoria, según las cartas del secretario real Hernando de Zafra, según la crónica de Luis del Mármol y según la descripción del Reino de Granada de Henríquez de Jorquera. En agosto de 1493 muere en Andarax su esposa Morayma y la entierra en Mondújar, donde ya había trasladado los restos de los demás emires granadinos. Vende sus propiedades en Las Alpujarras a los reyes cristianos (que incluyen además de Andarax, Berja, Dalías y Purchena) y tras pedir asilo al Reino de Fez se embarca junto a su madre y su familia en Adra en octubre de ese año, arribando en Cazaza e instalándose en Fez. Allí construye algunos palacios al estilo andalusí y fallece entre 1533-34, siendo sepultado en un oratorio frente a la Puerta del Umbral.

## Suspiro del Moro

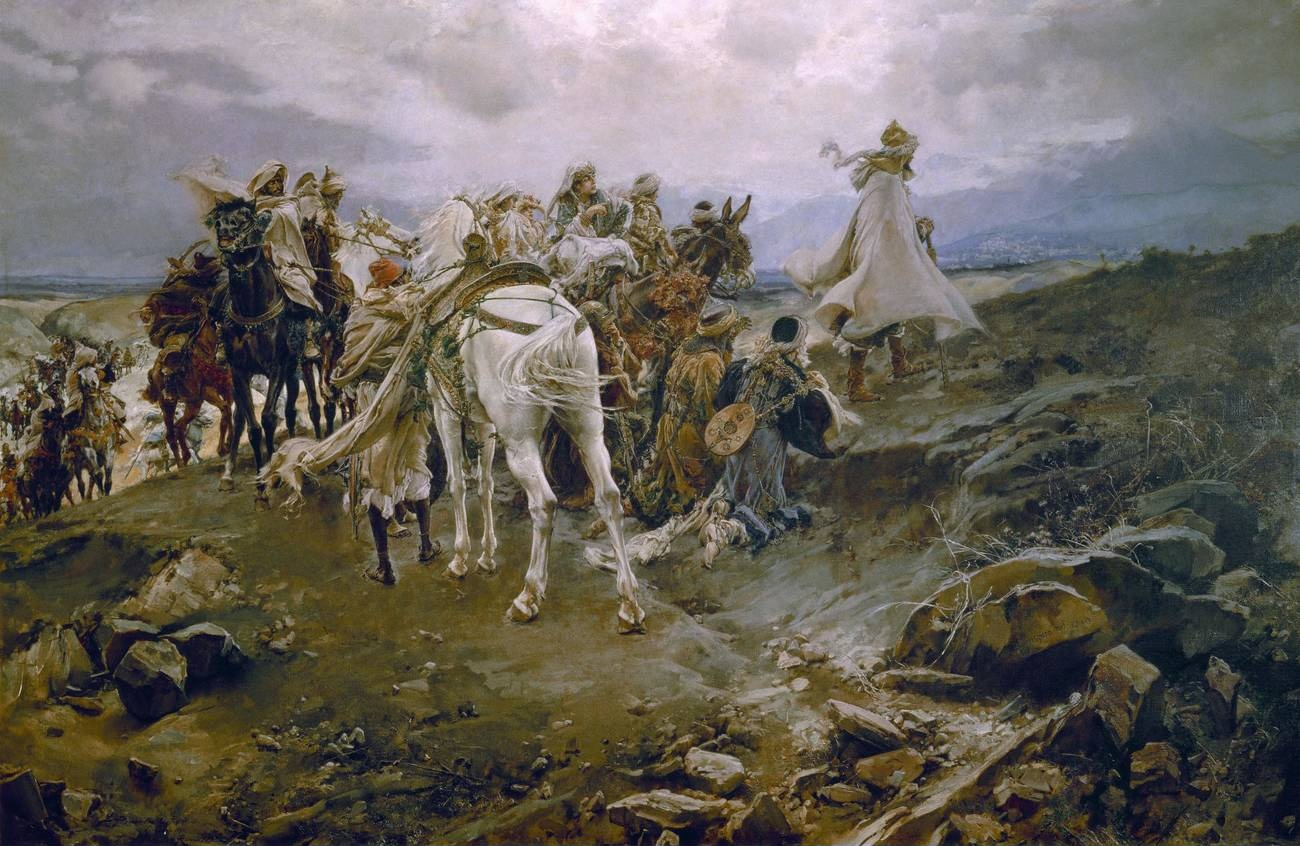
La leyenda del suspiro del moro, obra de Francisco Pradilla.

Según una extendida leyenda española, cuya veracidad no está atestiguada por ninguna documentación, al salir de Granada camino de su exilio en las Alpujarras, cuando coronaba un collado, volvió la cabeza para ver su ciudad por última vez y lloró, escuchando de su madre la sultana Aixa:

Llora como una mujer lo que no supiste defender como hombre.
Sultana Aixa, madre de Boabdil.

Debido a esto ese monte recibe el nombre de Suspiro del Moro, que hoy cruzan las carreteras que van de Granada a la costa (A-44 y N-323). Esta leyenda parte de la imaginación del padre Echevarría que en el siglo XVIII publica el libro Paseos por Granada, donde aborda la figura de Boabdil.

## Apariencia física

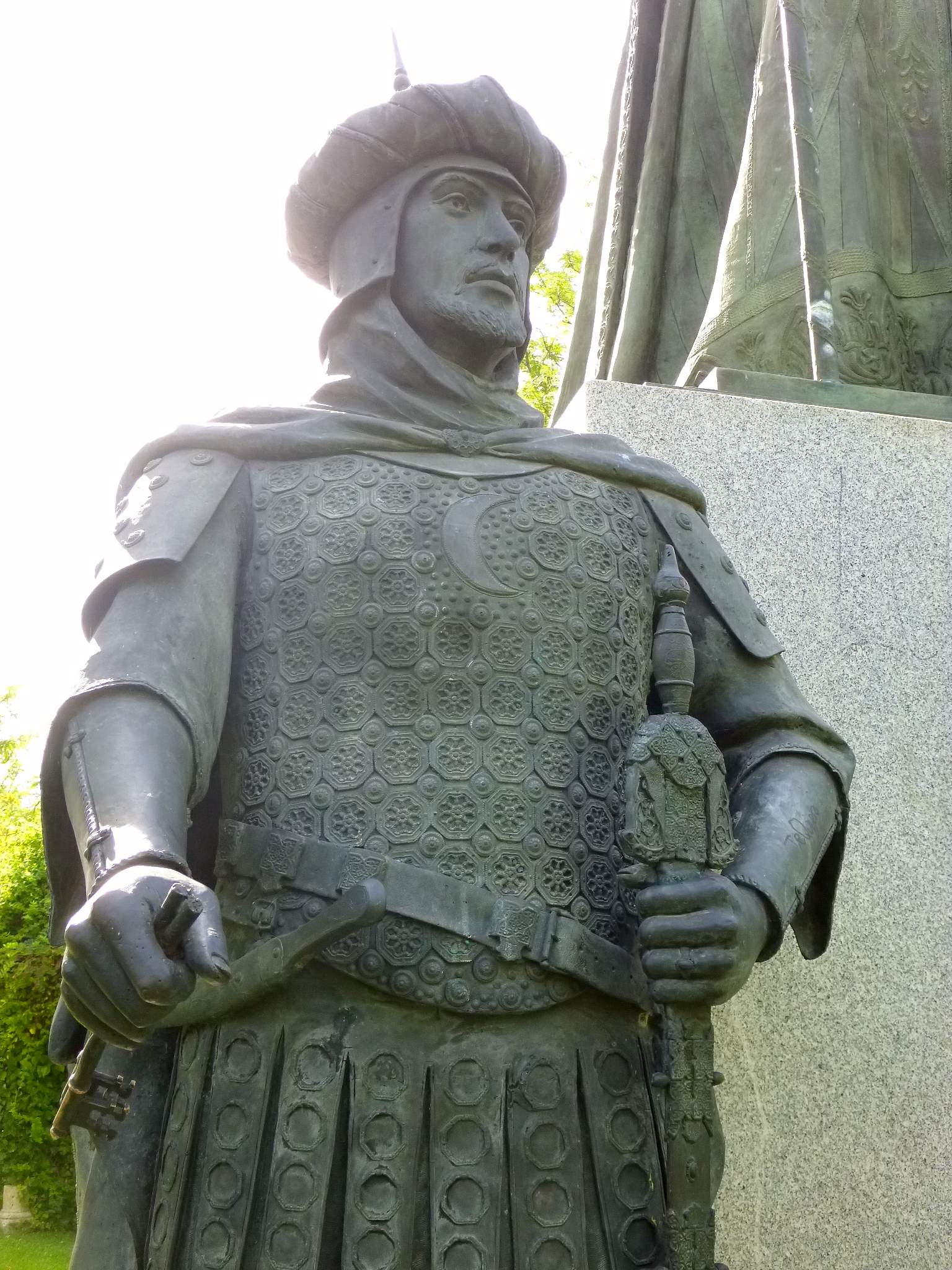
Estatua de Boabdil en el Parque Histórico de San Sebastián de Navalcarnero

Julio Quesada-Cañaveral, en su obra Boabdil (reseña para el turista): Granada y la Alhambra hasta el siglo XVI, de 1925, lo imaginaba así: 

Boabdil era rubio, de mediana estatura, más bien alto y esbelto, de ojos claros de luz, tez pálida y semblante tranquilo. Su porte era majestuoso, y en los momentos más difíciles, demostró siempre su valeroso corazón y su arrogancia de raza. Fue bravo en las batallas, y aunque herido su cuerpo, como en la batalla de Loja, siempre conservó su dignidad de rey, su dignidad de raza y su dignidad de hombre de corazón, a pesar de tantas y tantas amarguras como tuvo que sufrir constantemente su espíritu y su voluntad.

La tradición en cambio le ha conferido un aspecto moreno de piel y pelo, tanto en la pintura como en el cine, como en la obra La rendición de Granada de Francisco Pradilla. Sin embargo, el caso más llamativo y absurdo se da en la serie televisiva Réquiem por Granada, en la que un Boabdil niño le comenta a su abuelo su impresión sobre Isabel la Católica: «demasiado blanca, y esos ojos tan azules, y el pelo amarillo... aquí haría raro, allí queda bien».

## Boabdil en la cultura

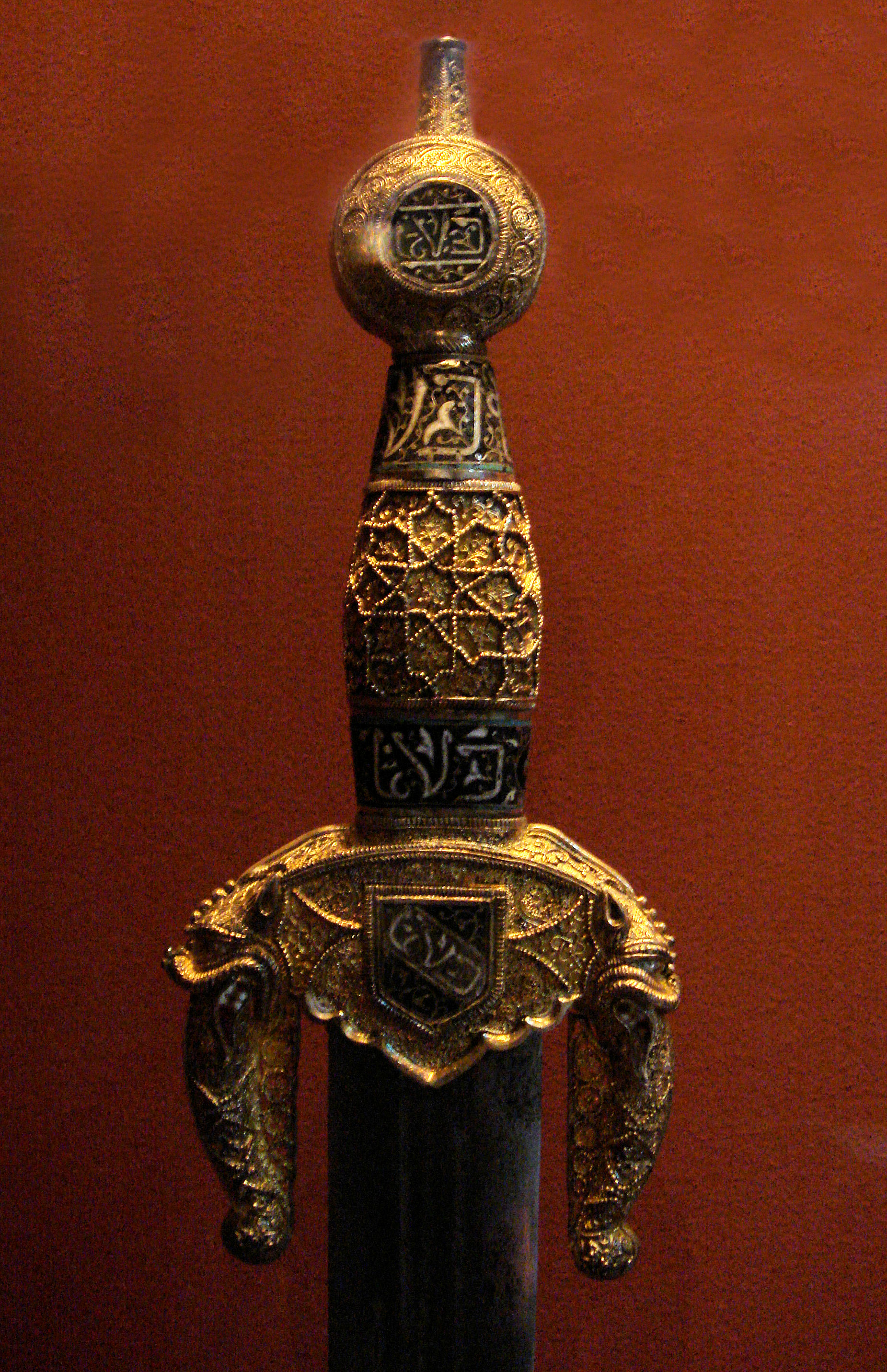
Espada de Boabdil (Museo del Ejército de Toledo)

- Es el personaje de la ópera Boabdil, der letzte Maurenkönig, Op. 49 escrita por el compositor Moritz Moszkowski en 1892.
- El compositor español Gaspar Cassadó escribió el Lamento de Boabdil para chelo y piano.
- El compositor español Antón García Abril escribió la Elegía a la pérdida de la Alhambra.
- El grupo español Los Puntos le dedicó a Boabdil la canción Llorando por Granada.
- El grupo español Dark Moor le dedicó a Boabdil la canción El último rey de su álbum Ars Musica.
- El poeta y cantante español Carlos Cano dedicó la canción Caída del Rey Chico a Boabdil en su álbum Crónicas Granadinas.
- El cantante belga Mousta Largo le dedicó la canción Les larmes de Boabdil en su álbum Mektoub.
- El libro de Salman Rushdie El último suspiro del moro también recuerda a Boabdil.
- El libro de Louis Aragon Le Fou d'Elsa muestra una visión poética de la historia de la captura de Granada.
- La televisión paquistaní produjo el drama en 1981 basado en la novela Shaheen de Nasim Hijazi.
- Pepe Carabias interpretó a Boabdil en la comedia Cristóbal Colón, de oficio descubridor, de 1982.
- Antonio Gala ganó el Premio Planeta en 1990 con su novela El manuscrito carmesí, autobiografía ficticia de Boabdil basada en el hallazgo de un supuesto manuscrito escrito por él mismo.
- Boabdil aparecía como el protagonista en la serie española de televisión Requiem por Granada de 1991 interpretado por Manuel Bandera.
- Antonio Soler publica en 2012 la novela Boabdil. Un hombre contra el destino en la que indaga en la poco conocida amistad entre Boabdil y Gonzalo Fernández de Córdoba e intenta romper con los clichés de rey frágil y cobarde con el que el personaje ha sido representado por los historiadores cristianos.
- En la segunda temporada de la serie Isabel, emitida en 2013 por TVE, Boabdil es interpretado por Álex Martínez. En esta ficción se muestra a Boabdil como un rey poeta y un hombre de letras que aboga por el diálogo frente a la guerra y que entrega Granada para salvar a su familia y evitar la destrucción de la Alhambra.
- En la película Assassin's Creed de 2016, el rey Muhammad XII de Granada es interpretado por el actor escocés de origen egipcio Khalid Abdalla.
- La poetisa portuguesa Florbela Espanca recuerda a Boadbil en su poema Meu Mal (Mi Mal): Ah! de Boabdil fui lágrima na Espanha! (Ah! de Boabdil he sido lágrima en España!).